# Lamont Roach
Lamont Roach est un boxeur américain né le 18 août 1995 à Washington.

## Carrière
Passé professionnel en 2014, il devient champion du monde des poids super-plumes WBA le 25 novembre 2023 après sa victoire aux points contre Héctor Luis García. Roach conserve son titre le 28 juin 2024 en battant par arrêt de l'arbitre au 8e round Feargal McCrory.